# Діп-Рівер (Вашингтон)
Діп-Рівер (англ. Deep River) — переписна місцевість (CDP) в США, в окрузі Вакаєкум штату Вашингтон. Населення — 217 осіб (2020).

## Географія
Діп-Рівер розташований за координатами 46°21′13″ пн. ш. 123°42′18″ зх. д. / 46.35361° пн. ш. 123.70500° зх. д. (46.353533, -123.704911).  За даними Бюро перепису населення США в 2010 році переписна місцевість мала площу 35,06 км², з яких 34,47 км² — суходіл та 0,60 км² — водойми.

## Демографія
Згідно з переписом 2010 року, у переписній місцевості мешкали 204 особи в 92 домогосподарствах у складі 63 родин. Густота населення становила 6 осіб/км².  Було 114 помешкання (3/км²).
Расовий склад населення:
| - 95,1 % — білих - 0,5 % — корінних американців |

До двох чи більше рас належало 3,9 %. Частка іспаномовних становила 1,5 % від усіх жителів.
За віковим діапазоном населення розподілялося таким чином: 15,2 % — особи молодші 18 років, 57,8 % — особи у віці 18—64 років, 27,0 % — особи у віці 65 років та старші. Медіана віку мешканця становила 55,4 року. На 100 осіб жіночої статі у переписній місцевості припадало 112,5 чоловіків;  на 100 жінок у віці від 18 років та старших — 108,4 чоловіків також старших 18 років.
Середній дохід на одне домашнє господарство  становив 91 115 доларів США (медіана — 34 539), а середній дохід на одну сім'ю — 99 427 доларів (медіана — 34 605). За межею бідності перебувало 19,2 % осіб, у тому числі 77,8 % дітей у віці до 18 років та 0,0 % осіб у віці 65 років та старших.
Цивільне працевлаштоване населення становило 26 осіб. Основні галузі зайнятості: освіта, охорона здоров'я та соціальна допомога — 50,0 %, виробництво — 34,6 %, сільське господарство, лісництво, риболовля — 15,4 %.